# Lady a Tramp
Lady a Tramp (v anglickém originále Lady and the Tramp) je animovaný film z dílny Walta Disneye. Natočili jej roku 1955 režiséři Clyde Geronimi, Wilfred Jackson a Hamilton Luske. Film vypráví romantický příběh dvou psů, sličné kokršpanělky Lady a voříška Trampa. Jde o 15. snímek z tzv. animované klasiky Walta Disneye.
Na film pak volně navazuje film Lady a Tramp II: Scampova dobrodružství.

## Děj
Lady je roztomilá psí slečna (sličná fenka), která je od štěněcího věku miláčkem mladého manželského páru, který o ní zpočátku velmi pečuje, opatří jí psí známku a nechají ji spát ve vlastní posteli. Vše se změní v době kdy pár čeká malé miminko, kdy jejich zájem o roztomilou fenku jde na chvilku stranou. Naštěstí má Lady dobré psí kamarády, zdvořilého a nonšalantního Fouska a strárnoucího loveckého psa Baryka. Ve městě žije i potulný pes Tramp, který žije zcela volně bez pána i bez psí známky, dokáže se velmi úspěšně živit sám a umí zdařile unikat před pohodným, který ve městě odchytává toulavé psy.
Po narození dítěte se postavení Lady ještě více zhorší v okamžiku, kdy manželé odjíždějí na zahraniční dovolenou a malé dítě doma hlídá jejich teta Sára, která vlastní dvě siamské kočky, které Lady natolik ztrpčují život, že se teta rozhodne pro Lady opatřit náhubek. Lady uteče z domova a během potulky se náhodně setká s tulákem Trampem. Nicméně nešťastnou náhodou neunikne během své potulky pohodnému, ale od tragického osudu psích tuláků ji naštěstí zachrání její psí známka. Nicméně Tramp se do roztomilé psí slečny zamiloval a došel k závěru, že tato psí krasavice je mu souzena, proto se rozhodne společně s oběma psími kamarády pro ni nasadit svůj život. Příběh končí happyendem, kdy se oba manželé vrací domů z dovolené a rozhodnou se, že Tramp, který se pro Lady obětoval, bude bydlet u nich. Lady s Trampem pak mohou vytvořit psí pár a mít spolu potomstvo.

## Obsazení
| Barbara Luddy | Lady      |
| Larry Roberts | Tramp     |
| Lee Millar    | Jim       |
| Verna Felton  | teta Sára |
| Stan Freberg  | bobr      |

## Tvůrci
- Scénář: Erdman Penner, Joe Rinaldi, Ralph Wright, Don DaGradi
- Animátoři: M. Kahl, F. Thomas, O. Johnson, J. Lounsbery, W. Reitherman, E. Larson, H. King, L. Clark
- Hudba: Oliver Wallace
- Zvuk: C.O. Slyfield
- Střih: D. Halliday
- Režie: Hamilton Luske, Clyde Geronimi, Wilfred Jackson
- České znění: Filmové Studio Barrandov Dabing
- Hrají:
- Lady - Inka Šecová
- Tramp - Eduard Cupák
- Rex - Soběslav Sejk
- Žak - Mirko Musil
- Dušinka - Eva Jiroušková
- Jim - Bedřich Šetena
- Teta - Eva Šenková
- Peggy - Nelly Gaierová
- Bobr - Vladimír Stach
- Rváč - Luděk Kopřiva
- Boris - Vladimír Pospíšil
- a další
- Zpíjaví: Vladimír Jedenáctík, Nelly Gaierová, Véra Příkazská, Hana Kašparová, Ladislav Krečmer, Vratislav Kadlec
- A Vokální Skupina: Lubomíra Pánka
- Zvuk: Ing. Jaromír Svoboda
- Hudební spolupráce: Josef Pech
- Střih: Zdena Antonyová
- České dialogy a texty písní: Zdena Psůtková
- Režie českého znění: Jan Moravec